# Mair Russell-Jones
Mair Russell-Jones, de soltera Mair Eluned Thomas (Pontycymer, 17 de octubre de 1917 – 28 de diciembre de 2013) fue una criptoanalista británica que, durante la Segunda Guerra Mundial, compartió la dirección civil del Cuartel General de Comunicaciones del Gobierno en Bletchley Park. 

## Trayectoria
Licenciada en música y alemán por la Universidad de Cardiff, Russell se integró como parte del equipo de criptoanalistas de Bletchley Park y trabajó en el Hut 6, decodificando mensajes en la máquina de cifrado Enigma. Posteriormente, trabajó como codirectora civil para el Código de Gobierno y la Escuela Cypher en Bletchley Park.
Después de haber firmado la Official Secrets Act (Ley de Secretos Oficiales), no habló de su trabajo durante la guerra hasta 1998. Luego, con la ayuda y la coautoría de su hijo, Gethin Russell-Jones, produjo un libro de memorias titulado My Secret Life in Hut Six (Lion Books, Oxford, 2014).

## Su libro
Escribió junto a su hijo el libro My Secret Life in Hut Six: One woman’s Experience at Bletchley Park, que se publicó en 2014, y murió el día en que lo terminaron. El texto explica su participación en los intentos por romper el código alemán Enigma. Se describe, además, su experiencia de trabajo en condiciones incómodas, así como el peligro y la tensión que sufrió como mujer durante su estancia en Bletchley Park. Su hijo describe el libro como una «ridícula historia de silencio», en el que se combinan las experiencias de primera mano de Russell, así como sus sentimientos acerca de la guerra y de ser parte del servicio secreto. El texto también incluía las opiniones de su hijo y de otras personas que la conocieron en Bletchley Park o después.
El libro indica que, en 1998, Russell recibió The Secrets of Station X (Los secretos de la estación X), escritos por Michael Smith. La estación X contiene imágenes en blanco y negro de las máquinas, las personas y los edificios, y la sala en la que Russell estaba situada en la que se encontraba el Hut Six y que se conocía como la sala de descodificación. 

La estación X (conocida ahora como Bletchley Park) fue el centro del esfuerzo de Gran Bretaña para descifrar el código, donde matemáticos de gran talento, inventores y "jóvenes brillantes" como Mair Russell-Jones trabajaron incansablemente para ayudar a las fuerzas armadas de manera crucial. Como el propio Winston Churchill dejó claro, la información exacta que fluía de Bletchley Park, a un ritmo que a veces llegaba a 6.000 mensajes al día, salvó vidas y dio a Gran Bretaña una ventaja crucial en la batalla.
Michael Smith

El libro también destaca el amor de Russell por la música y sus habilidades, y cuenta que «sus padres son miembros de coros locales y están deseosos de inculcar el amor por la música en sus hijas». Además, afirma que «cuando tenía cinco años, empezó a tomar clases de piano». Su ambición era convertirse en concertista de piano. Sus habilidades musicales llegaron a utilizarse durante su estancia en Bletchley Park porque su conocimiento de la música también le ayudó a ver patrones en pasajes que necesitaban ser descifrados. En el libro, Russel afirma que «la libertad para aprender y dirigir era liberadora». Esto sugiere que las mujeres estaban en pie de igualdad con los hombres y que no se destacaron las desigualdades en lo que respecta a los servicios secretos. En una reseña del libro, Christensen afirma: «En su apogeo, en mayo de 1945, más de 12.000 personas trabajaban en Bletchley o en sus alrededores, más de 8.000 de ellas mujeres». 
En noviembre de 2011, Russell habló de la guerra y de cómo afectó su vida personal a la BBC. Declaró que «tenía un novio y una familia, y no contarles lo que estaba haciendo, o incluso dónde estaba trabajando, hacía que me sintiera como si les estuviera mintiendo». Esto significaba que, como el resto de personas del proyecto, vivió una doble vida, habiendo jurado guardar el secreto sobre la misma existencia de Bletchley Park. Siempre que se le preguntaba qué hacía, revelaba que trabajaba para el Ministerio de Asuntos Exteriores en Bletchley. 

## Obra
- 2014 – My Secret Life in Hut Six. Lion Books. ISBN 978-0745956640.